# 焚毁蒙古驻华大使专车事件
焚毁蒙古驻华大使专车事件，又称八九事件、东华门事件，是文化大革命初期于1967年8月9日发生的红卫兵在北京东华门大街街头焚毁蒙古人民共和国驻中华人民共和国大使专用汽车的事件。

## 事件经过
文化大革命初期，1967年8月9日上午，蒙古驻华大使策伯格米德的夫人及另外两名外交官夫人乘坐一辆作为大使专车的嘎斯-M13“海鸥”豪华轿车赴北京东华门大街的友谊商店购物，司机达希敖额尔特将汽车停在马路边，观望来往的红卫兵队伍。队伍中有人发现该汽车刹车的踏板上有一张印着毛泽东像的海报。蒙古大使夫人等三位夫人自商店离开后进入汽车，司机踩油门开动汽车，其脚踏上了海报。红卫兵当即将蒙古司机拉出汽车进行恐吓，蒙古大使夫人等人因受惊而重新跑入商店。队伍中有人大喊：“侮辱伟大领袖毛主席罪该万死！”“打倒苏修的走狗蒙古修正主义！”蒙古司机起初拒绝答复，并准备离开，但汽车被群众围住无法开走。红卫兵命令其站在凳子上示众，命其下跪向毛“请罪”，有人还扯掉了车上挂的蒙古人民共和国国旗，并要司机将蒙古国旗放在地上用脚踩。友谊商店的售货员出来称，蒙古大使夫人正在打电话求救。红卫兵恼羞成怒，有人高喊：“把汽车烧掉！”红卫兵们合力将汽车掀翻，并点火焚烧，围观群众齐声喊：“毛主席万岁！”“文化大革命万岁！”。后来消防车开来时，这辆海鸥牌高级轿车已经被完全烧毁，只余外壳。
在汽车已经开始燃烧时，中华人民共和国外交部的一位处长来到事发现场，说服现场群众将蒙古司机交其处理。蒙古司机随即被北京市公安局拘留，经审讯，蒙古司机被迫“认罪”并写下“认罪书”。
1967年8月9日晚，中华人民共和国外交部第二亚洲司负责人召见蒙古驻华大使策伯格米德，就所谓蒙古驻华大使馆工作人员达希敖额尔特“侮辱中国人民和世界革命人民伟大领袖毛主席像”事，向蒙古政府发出照会，提出“最强烈抗议”，并称中国政府决定将达希敖额尔特驱逐出境。后来，达希敖额尔特在离境前，在二连站又被迫站在高凳子上接受了一次批斗。
1967年8月9日晚10时，蒙古人民共和国外交部副部长托依夫约见中国驻蒙古使馆临时代办刘吉德，宣读了蒙古政府的声明，要求中国政府对焚毁蒙古驻华大使汽车及侮辱司机一事承担责任，并且赔偿损失。蒙古方面在声明中为蒙古驻华使馆司机的言行进行了辩护，并指称中国政府采取大国沙文主义政策。刘吉德反驳了蒙古方面的说法，对蒙古方面点名攻击毛泽东提出“强烈抗议”。对蒙古方面提出的要求，刘吉德则以“未接到国内通报、不了解事实”为由回绝。 
1967年8月10日晚，中华人民共和国外交部来电通知中国驻蒙古使馆，说明了事件的经过，要求使馆方面提高警惕并采取应急措施，准备应对蒙古群众冲击中国驻蒙古使馆。铁路小联运的列车员到达乌兰巴托之后，随即到中国驻蒙古使馆汇报情况，叙述了8月9日烧毁蒙古驻华大使专车的现场情况，还称近两天来，北京的群众和红卫兵赴蒙古驻华大使馆门前举行示威游行，并在馆舍的围墙和道路上刷上了“打倒蒙修”、“打倒苏联的奴才泽登巴尔”等大幅标语。得知这些消息后，刘吉德召集中国驻蒙古使馆全体工作人员开会，布置应急措施。然而此后，在蒙古并未发生任何事件，一切风平浪静。

## 事件后续
1967年8月18日，中华人民共和国外交部第二亚洲司负责人再次召见蒙古驻华大使策伯格米德，对蒙古政府8月9日的声明作出了“强烈反应”，并且“严正告诫”蒙古政府，“对中国人民所犯下的每一桩罪行，中国人民一定要清算的。”
五、六天之后，罗马尼亚驻蒙古大使与刘吉德会面，称前两天蒙古外交部召各国驻蒙古使节开会，蒙古外交部副部长托依夫首先宣读了蒙古政府的声明，给与会人员展示了此次焚烧专车事件的照片，随即批评中共政权，但最后宣布蒙古方面不准备采取报复措施，以免两国关系进一步恶化。刘吉德对此事存有疑虑，便前往拜会越南驻蒙古临时代办。越南临时代办在交谈中，对刘吉德代办讲述的烧车事件过程听而不语，对蒙古外交部召开会议及可能采取的措施等信息也毫不透露。
随后，刘吉德召开了使馆全体会议，介绍了上述情况。与会人员认为罗马尼亚大使的话可信。此后，蒙古确实没有采取报复行动。
1967年9月30日，刘吉德主持召开了庆祝十一的招待会，蒙古政府的最高级别来宾由过去的一、两位蒙古人民革命党政治局委员以及部长会议副主席，降格为外交部部长以及和平友好委员会主席，而且往年出席招待会的若干友好人士均未出席。1967年10月，蒙古政府撤回了蒙古驻华大使策伯格米德。